# Fleksja w języku łacińskim
Fleksja w języku łacińskim – odmiana rzeczownika i przymiotnika przez przypadki w języku łacińskim.
W języku łacińskim jest 5 deklinacji, oznaczanych numerami I, II, III, IV, V. Odpowiadają one tematom kończącym się na -a, -o, -i lub spółgłoskę, -u i -e. Deklinacje I i V skupiają rzeczowniki (i także przymiotniki) rodzaju żeńskiego, w deklinacji II i IV występują rzeczowniki (w II także przymiotniki) rodzaju męskiego i nijakiego, deklinacja III dotyczy wszystkich rodzajów. Istnieją wyjątki od wzorców odmiany, a także zaszeregowania rzeczowników do poszczególnego rodzaju; niektóre przypadki są pochodną rozwoju języka i na różnym etapie spotykane są odmienne formy.

## Przypadki łacińskie
W języku łacińskim jest 6 przypadków, kolejno: nominativus (nominatyw, mianownik), genetivus (genetyw, dopełniacz), dativus (datyw, celownik), accusativus (akuzatyw, biernik), ablativus (ablatyw), vocativus (wokatyw, wołacz). Vocativus i ablativus czasem występują w odwrotnej kolejności. Funkcje przypadków często są odmienne niż w języku polskim, w szczególności ablativus nie występuje w języku polskim jako osobny przypadek (w językach słowiańskich zlał się z dopełniaczem; w łacinie przejął natomiast funkcje narzędnika i miejscownika).
Stosowane skróty przypadków to odpowiednio: N. (Nom.), G. (Gen.), D. (Dat.), Acc., Abl., V. (Voc.).
Niektóre rzeczowniki (zwłaszcza nazwy miast, ale też rzeczowniki pospolite, jak domus, humus, militia, rus, dies) zachowują archaiczny, siódmy przypadek: miejscownik (locativus).

## Ogólne reguły deklinacyjne
Wołacz jest identyczny z mianownikiem zawsze poza rzeczownikami i przymiotnikami II deklinacji zakończonymi na -us, kiedy kończy się najczęściej na -e. Rzeczowniki rodzaju nijakiego w nominativus, accusativus i vocativus mają zawsze takie same zakończenia (reguła ta nosi mnemotechniczną nazwę 146), a w liczbie mnogiej końcówkę -a. Ponadto dativus i ablativus liczby mnogiej są zawsze takie same. Poza numerami deklinacje noszą nazwy zakończeń genetivus singularis:
| Deklinacja | nazwa |
| ---------- | ----- |
| I          | -ae   |
| II         | -i    |
| III        | -is   |
| IV         | -us   |
| V          | -ei   |

## Końcówki deklinacyjne
Przedstawiony stan końcówek odnosi się do łaciny klasycznej . Od końcówki odróżnić należy tzw. zakończenia, przez gramatyki opisowe utożsamiane często z końcówkami. Tabele fleksyjne w kolejnych rozdziałach podają zakończenia.
- Nominativus singularis: końcówką rodzaju męskiego i żeńskiego jest -s. Wyjątkowo nie przyjmują jej tematy wszystkich deklinacji na -a, -l, -r, -n i -s (np. wyrazy rosa, exul, homo, mos). Końcówką rodzaju nijakiego jest -m.

- Genetivus singularis: tematy na -o przyjmują końcówkę -i, przy czym tematyczne -o zanika. Także w deklinacji I i V końcówką jest -i, powstała ona jednak na skutek analogii, wypierając dawną końcówkę -s. Deklinacja spółgłoskowa ma końcówkę -is (np. rex, regis). Tematy zakończone na -i lub -u przybierają końcówkę -s, przy czym samogłoska tematyczna może wystąpić w stopniu wzdłużenia.

- We wszystkich deklinacjach dativus singularis ma końcówkę -i. W deklinacji II końcówka zlała się jednak z tematycznym -o, w deklinacji I z tematycznym -a (tworząc zakończenie -ae).

- Końcówką akuzatywu rodzaju męskiego i żeńskiego liczby pojedynczej jest -m. Neutra mają akuzatyw równy nominatywowi.

- Ablativus singularis: wszystkie tematy samogłoskowe miały pierwotnie końcówkę -d, zanikła ona jednak, a samogłoski tematyczne uległy wzdłużeniu. Po tematach spółgłoskowych końcówką jest krótkie e (pierwotnie krótkie i) – powstała ono z końcówek dawnego miejscownika.

- Wołacz jest równy mianownikowi. Jedynie w wyrazach deklinacji II zakończonych na -us końcówka jest równa tematowi, przy czym jednak (zgodnie z ogólnymi regułami apofonii) ulega wymianie na krótkie e.

- Nominativus i vocativus pluralis: neutra wszystkich deklinacji mają końcówkę -a. W deklinacji I i II występuje końcówka -i (pochodząca z deklinacji zaimków), zgodnie z ogólnymi regułami fonetyki łacińskiej dająca z samogłoską tematyczną zakończenia -ae lub -i. W deklinacji III końcówką jest -es. W deklinacji IV i V końcówką jest -s.

- Genetivus pluralis: deklinacja III i IV mają końcówkę -um. Deklinacja I, II i V końcówkę -rum, pochodzenia zaimkowego.

- Dativus i ablativus pluralis mają końcówkę -bus (tematy na -a i -o także oboczną końcówkę -is), w tematach spółgłoskowych rozszerzoną o -i-.

- Accusativus pluralis ma końcówkę -s, w deklinacji III także -es. Często występuje wzdłużenie zastępcze.

## Deklinacja I o temacie na -a
Zwana również deklinacją ae. Rzeczowniki odmieniające się według pierwszej deklinacji są zazwyczaj rodzaju żeńskiego, np. rosa, -ae → róża. Nazwy zawodów i narodowości rodzaju męskiego zakończone na -a również odmieniają się według deklinacji I: nauta, -ae → żeglarz; agricola, -ae → rolnik, wieśniak.
| Deklinacja I – rodzaj żeński, temat na -a | Deklinacja I – rodzaj żeński, temat na -a | Deklinacja I – rodzaj żeński, temat na -a |
| Przypadek                                 | Liczba pojedyncza                         | Liczba mnoga                              |
| ----------------------------------------- | ----------------------------------------- | ----------------------------------------- |
| Nominativus                               | -ă                                        | -ae                                       |
| Genetivus                                 | -ae                                       | -ārum                                     |
| Dativus                                   | -ae                                       | -īs (-abus)                               |
| Accusativus                               | -am                                       | -ās                                       |
| Ablativus                                 | -ā                                        | -īs (-abus)                               |
| Vocativus                                 | -ă                                        | -ae                                       |

Przykładowa odmiana:
| Casus | Singularis | Pluralis  |
| N     | puellă     | puellae   |
| G     | puellae    | puellārum |
| D     | puellae    | puellis   |
| Acc   | puellam    | puellās   |
| Abl   | puellā     | puellīs   |
| V     | puellă     | puellae   |

### Osobliwości i wyjątki deklinacji I
- Występujące w ablativus singularis -ā  jest długie, w przeciwieństwie do mianownika i wołacza. Jest to forma zredukowana dawnej końcówki -ād[7].
- Pierwotnie końcówką dopełniacza I deklinacji było -ai, a także -as, które zachowało się w zwrocie pater familias → ojciec rodziny[8][6].
- W dativus i ablativus pluralis niektóre rzeczowniki mają zakończenie -abus; celem tej formy jest odróżnienie jednakowo brzmiących form męskich i żeńskich: deis deabusque – bogom i boginiom, filiis filiabusque → synom i córkom[6].
- Wielosylabowe rzeczowniki rodzaju męskiego w genetivus pluralis mają dwa zakończenia: -ārum i -um, np. agricolārum i agricolum; forma ta powstała przez analogię do innych deklinacji[6].
- W poezji pojawia się dopełniacz -āī, np. aulāī[9].
- W deklinacji I istnieje grupa rzeczowników, które pojawiają się tylko w liczbie mnogiej (pluralia tantum): tenebrae → ciemności, reliquiae → relikwie, szczątki. Pluralia tantum są niektóre nazwy miejscowości, np. Athenae[6].
- Według pierwszej deklinacji odmieniają się żeńskie imiona greckie zakończone na -ē, poza mianownikiem np. Niobē i biernikiem Niobēn pozostałe końcówki są łacińskie, np. Niobae. W przypadku greckich imion męskich zakończonych na -as, -es accusativus kończy się również na -an, -en[6]:

| Casus | Singularis      |
| N     | Aeneas          |
| G     | Aeneae          |
| D     | Aeneae          |
| Acc   | Aenean (Aeneam) |
| Abl   | Aeneā           |
| V     | Aenea           |

Jednak większość greckich rzeczowników, np. grammatica, musica przyjęła regularne końcówki I deklinacji.

## Deklinacja II o temacie na -o
Według deklinacji II odmieniają się rzeczowniki i przymiotniki rodzaju męskiego zakończone w mianowniku liczby pojedynczej na -us, -er i rzeczownik vir → mąż, mężczyzna:
| Deklinacja II – rodzaj męski, temat na -o | Deklinacja II – rodzaj męski, temat na -o | Deklinacja II – rodzaj męski, temat na -o |
| Przypadek                                 | Liczba pojedyncza                         | Liczba mnoga                              |
| ----------------------------------------- | ----------------------------------------- | ----------------------------------------- |
| Nominativus                               | -us/-er                                   | -i/-(e)ri                                 |
| Genetivus                                 | -ī/-(e)ri                                 | -ōrum/-(e)r(ōr)um                         |
| Dativus                                   | -ō/-(e)ro                                 | -īs/-(e)ris                               |
| Accusativus                               | -um/-(e)rum                               | -ōs/-(e)rōs                               |
| Ablativus                                 | -ō/-(e)ro                                 | -is/-(e)ris                               |
| Vocativus                                 | -e/-er                                    | -ī/-(e)ri                                 |

Przykładowa odmiana rzeczownika rodzaju męskiego:
| Casus | Singularis | Pluralis |
| N     | hortus     | hortī    |
| G     | hortī      | hortōrum |
| D     | hortō      | hortīs   |
| Acc   | hortum     | hortōs   |
| Abl   | hortō      | hortīs   |
| V     | horte      | hortī    |

Przykładowa odmiana przymiotnika rodzaju męskiego zakończonego na -er (niger → czarny):
| Casus | Singularis | Pluralis |
| N     | niger      | nigrī    |
| G     | nigrī      | nigrōrum |
| D     | nigrō      | nigrīs   |
| Acc   | nigrum     | nigrōs   |
| Abl   | nigrō      | nigrīs   |
| V     | niger      | nigrī    |

Podręczniki wskazują na utratę e w większości przypadków. Podobne zjawisko zachodzi np. w języku polskim, np. palec, palca.
Według deklinacji II odmieniają się także rzeczowniki i przymiotniki rodzaju nijakiego.
| Deklinacja II – rodzaj nijaki, temat na -o | Deklinacja II – rodzaj nijaki, temat na -o | Deklinacja II – rodzaj nijaki, temat na -o |
| Przypadek                                  | Liczba pojedyncza                          | Liczba mnoga                               |
| ------------------------------------------ | ------------------------------------------ | ------------------------------------------ |
| Nominativus                                | -um                                        | -a                                         |
| Genetivus                                  | -ī                                         | -ōrum                                      |
| Dativus                                    | -ō                                         | -īs                                        |
| Accusativus                                | -um                                        | -a                                         |
| Ablativus                                  | -ō                                         | -īs                                        |
| Vocativus                                  | -um                                        | -a                                         |

Przykładowa odmiana przymiotnika rodzaju nijakiego:
| Casus | Singularis | Pluralis |
| N     | curvum     | curva    |
| G     | curvī      | curvōrum |
| D     | curvō      | curvīs   |
| Acc   | curvum     | curva    |
| Abl   | curvō      | curvīs   |
| V     | curvum     | curva    |

### Osobliwości i wyjątki deklinacji II
Do ok. III w. p.n.e. wyrazy zakończone na -us miały końcówkę -os, a w bierniku l. poj. końcówkę -om.

#### Rzeczowniki zakończone na -er
- W wyrazach zakończonych pierwotnie na -ros zanikła samogłoska -o- w końcowej sylabie, w końcowe -s zasymilowało się z -r-, i tak z formy pueros powstała forma puer. W wyrazach, w których przed końcówką -ros była poprzedzająca ją spółgłoska, pojawiło się e, np. agros – ager, które zanika w casus obliqui[13].

#### Wołacz
- Rzeczowniki rodzaju męskiego zakończone na -ŭs w wołaczu liczby pojedynczej kończą się na -ě. Rzeczownik deus → Bóg ma dwie formy wołacza: deus i dee. W łacinie kościelnej wołacz rzeczownika agnŭs równy jest mianownikowi. Ponadto rzeczownik filiŭs → syn i imiona własne zakończona na -iŭs w wołaczu przyjmują końcówkę -ĭ: filĭ → synu, Vergilĭ → Wergiliuszu[14].
- Greckie imiona zakończone na -eus w wołaczu przyjmują końcówkę -eu: Orpheu → Orfeuszu.

#### Rodzaj
Rzeczowniki zakończone na -ŭs, -er oraz rzeczownik vir są rodzaju męskiego. Istnieje kilka wyjątków od tej zasady:
- wyraz humus jest rodzaju żeńskiego: humus arida → sucha ziemia, ponadto alvus → brzuch, carabasus → len[16]
- wyrazy vulgus → tłum, tłuszcza, virus → jad, pelăgus → morze są rodzaju nijakiego[17]: virus mortiferum → śmiercionośny jad
- Nazwy krajów, drzew, miast, wysp zakończone na -us są rodzaju żeńskiego, np. Aegyptus[16][18].
- Kilka wyrazów zapożyczonych z greki jest rodzaju żeńskiego, w tym
  - zakończone na -us, takich jak: dialectus, paragraphus: paragraphus sexta → paragraf szósty
  - zakończone na -er, np. diaměter[18]

#### Pluralia tantum
Następujące wyrazy II deklinacji występują tylko w liczbie mnogiej:
- fasti, fastorum → kalendarz
- arma, armorum → broń

Niektóre wyrazy w liczbie mnogiej zmieniają znaczenie, np. rostrum → dziób, rostra → mównica.

#### Nieregularna liczba mnoga
- Istnieje grupa rzeczowników, które zmieniają rodzaj w liczbie mnogiej lub mają formą oboczną[19]:
  - locus, loci → miejsce → loci (w znaczeniu miejsca) albo loca, gen. locōrum → miejscowości lub okolice
  - iocus, ioci → żart → ioci albo ioca, gen. iocōrum
  - frenum, freni → wędzidło w liczbie mnogiej ma formy frena lub freni, gen. frenōrum
  - carabasus, carabasi → żagiel w liczbie mnogiej na formę carabasa, carabasōrum

#### Inne odstępstwa
- Większość rzeczowników, a także przymiotników zakończonych na -er traci e w innych przypadkach: N magister, G magistri, D magistrō etc., jednakże rzeczowniki zakończone na -fer, -ger, a także puer, pueri → chłopiec, vesper, vesperi → wieczór, gener, generi → zięć, a także socer, soceri → teść zachowują e[14].
- Rzeczowniki zakończona na -ĭus, w tym imiona własne, mogą przyjmować w dopełniaczu liczby pojedynczej końcówkę -ĭ lub -ĭī: consilĭ lub consilĭī
- W nazwach miar i monet zamiast -ōrum występuje końcówka -um: decemvirum, triumvirum. Ta sama zmiana dotyczy rzeczownika deus, obok formy deōrum występuje deum.
- Wyraz deus oprócz nieregularnego wołacza l. poj. i dopełniacza l. mn. w mianowniku liczby mnogiej może przyjmować formy dei, dii, di, a w ablativus pluralis formy deis, diis, dis[12].

## Deklinacja III o temacie na spółgłoskę lub -i
Deklinacja III różni się od pozostałych, jako że formą wyjściową do tworzenia innych przypadków jest nie mianownik, który bardzo często ma postać nieregularną, ale dopełniacz liczby pojedynczej. Deklinację III można podzielić na trzy odmiany, które mają różne zakończenia w ablativus singularis: -ě lub -ĭ oraz w genetivus pluralis: -ŭm lub -iŭm. Deklinacja III przyjmuje następujące formy:
1. deklinacja spółgłoskowa: -ě, -ŭm, -ă
2. deklinacja samogłoskowa: -i, -iŭm, -iă
3. deklinacja mieszana: -ě, -iŭm, -ă lub iă

Jednym z warunków odmiany trzeciej deklinacji jest liczba sylab w mianowniku liczby pojedynczej i innych przypadkach. Rzeczowniki lub przymiotniki mające różną liczbę sylab w tych formacjach, np. genus, generis, aetas, aetatis, nox, nocis, leo, leonis nazywane są imparisyllaba, czyli nierównozgłoskowymi. Z kolei te mające w nominativus i genetivus singulares tyle samo sylab są równozgłoskowe, czyli parisyllaba. Przykłady stanowią diagnosis, diagnosis, venter, ventris.

### Deklinacja spółgłoskowa
Rzeczownikami bądź przymiotnikami o tematach spółgłoskowych nazywane są takie wyrazy należące do tych kategorii, których temat jest zakończony na spółgłoskę, np. labor, laboris.
| Deklinacja III, typ spółgłoskowy: temat zakończony na spółgłoskę, imparisyllaba | Deklinacja III, typ spółgłoskowy: temat zakończony na spółgłoskę, imparisyllaba | Deklinacja III, typ spółgłoskowy: temat zakończony na spółgłoskę, imparisyllaba |
| Przypadek                                                                       | Liczba pojedyncza                                                               | Liczba mnoga                                                                    |
| ------------------------------------------------------------------------------- | ------------------------------------------------------------------------------- | ------------------------------------------------------------------------------- |
| Nominativus                                                                     |                                                                                 | -ěs lub -a                                                                      |
| Genetivus                                                                       | -ĭs                                                                             | -um                                                                             |
| Dativus                                                                         | -ĭ                                                                              | -ibus                                                                           |
| Accusativus                                                                     | -ěm lub = mianownik                                                             | -es lub -a                                                                      |
| Ablativus                                                                       | -ě                                                                              | -ibus                                                                           |
| Vocativus                                                                       |                                                                                 | -ěs lub -a                                                                      |

Według deklinacji spółgłoskowej odmieniają się następujące rzeczowniki i przymiotniki:
1. Rzeczowniki nierównozgłoskowe, których temat zawiera jedną spółgłoskę, np. homo, hominis[24]
2. Rzeczowniki zwane mnemotechnicznie rodziną z pieskiem[21]:
  - pătěr, patrĭs → ojciec
  - mātěr, matrĭs → matka
  - frātěr, fratrĭs → brat
  - sěnex, sěnĭs → starzec
  - iuvěnĭs, iuvenĭs → młodzieniec
  - vātēs, vatĭs → wieszcz
  - cănĭs, cănĭs → pies
3. Dwa rzeczowniki z tematem zakończonym na -u: sus, suis → świnia, grus, gruis → żuraw
4. Przymiotniki w stopniu wyższym: carior, carior, carius → droższy
5. Niektóre przymiotniki o jednym zakończeniu w stopniu równym, np. vetus, vetus, vetus (dopełniacz veteris) → stary

Przykładowa odmiana w rodzaju męskim honor, honoris:
| Casus | Singularis | Pluralis  |
| N     | honŏr      | honōrēs   |
| G     | honōrĭs    | honōrum   |
| D     | honōri     | honōrĭbŭs |
| Acc   | honōrěm    | honōrēs   |
| Abl   | honōrě     | honōrĭbŭs |
| V     | honŏr      | honōrēs   |

Przykładowa odmiana w rodzaju nijakim nomen, nominis:
| Casus | Singularis | Pluralis  |
| N     | nōměn      | nōmină    |
| G     | nōminĭs    | nōmĭnum   |
| D     | nōmĭni     | nōminĭbŭs |
| Acc   | nōminěm    | nōmĭnă    |
| Abl   | nōmĭně     | nōmĭbŭs   |
| V     | nōmen      | nōmină    |

### Deklinacja samogłoskowa
Odmiana samogłoskowa dotyczy rzeczowników i przymiotników. Jej cechą jest temat zakończony na -i, -ium, -ia i -e, -ium.
| Deklinacja III samogłoskowa: neutra zakończone na -e -al -ar | Deklinacja III samogłoskowa: neutra zakończone na -e -al -ar | Deklinacja III samogłoskowa: neutra zakończone na -e -al -ar |
| Przypadek                                                    | Liczba pojedyncza                                            | Liczba mnoga                                                 |
| ------------------------------------------------------------ | ------------------------------------------------------------ | ------------------------------------------------------------ |
| Nominativus                                                  |                                                              | -ěs lub -ĭā                                                  |
| Genetivus                                                    | -ĭs                                                          | -ĭŭm                                                         |
| Dativus                                                      | –                                                            | -ĭbŭs                                                        |
| Accusativus                                                  | -ěm lub = mianownikowi                                       | -ěs lub -ĭā                                                  |
| Ablativus                                                    | -ī                                                           | -ĭbŭs                                                        |
| Vocativus                                                    |                                                              | -ěs lub -ĭā                                                  |

Według tego wzorca odmieniają się następujące wyrazy:
- rzeczowniki rodzaju nijakiego zakończona na -e, -al, -ar
- przymiotniki w stopniu równym
- rzeczowniki równozgłoskowe będące nazwami rzek i miejscowości i zakończona na -is: Tiberis → Tybr, Neapolis → Neapol
- Niektóre rzeczowniki zakończone na -is a przyjmujące w accusativus singularis końcówkę -im: puppis, puppis → rufa, turris, turris → wieża, securis, securis → siekiera, sitis, sitis → pragnienie

Przykładowa odmiana w rodzaju nijakim mare, maris:
| Casus | Singularis | Pluralis |
| N     | marě       | marĭă    |
| G     | marĭs      | marĭum   |
| D     | mari       | marĭbŭs  |
| Acc   | marě       | marĭă    |
| Abl   | mari       | marĭbŭs  |
| V     | marě       | marĭă    |

### Deklinacja mieszana
Końcówki odmiany mieszanej:
| Deklinacja III – mieszana: parisyllaba zak. na -es i -is, imparisyllaba ze zbitką spółgłosek przed końcówką | Deklinacja III – mieszana: parisyllaba zak. na -es i -is, imparisyllaba ze zbitką spółgłosek przed końcówką | Deklinacja III – mieszana: parisyllaba zak. na -es i -is, imparisyllaba ze zbitką spółgłosek przed końcówką |
| Przypadek                                                                                                   | Liczba pojedyncza                                                                                           | Liczba mnoga                                                                                                |
| --- | --- | --- |
| Nominativus                                                                                                 | | -ēs lub -ĭă                                                                                                 |
| Genetivus                                                                                                   | -ĭs | -ĭum |
| Dativus | -ī | -ĭbŭs |
| Accusativus                                                                                                 | -em lub = mianownikowi                                                                                      | -ēs lub -ĭă                                                                                                 |
| Ablativus                                                                                                   | -ě | -ĭbŭs |
| Vocativus                                                                                                   | | -ēs lub -ĭă                                                                                                 |

Według tego wzorca odmieniają się następujące wyrazy:
- rzeczowniki równozgłoskowe (parisyllaba) zakończone w mianowniku l. poj. na -is, -es
- rzeczowniki nierównozgłoskowe, które w zakończeniu tematu mają co najmniej dwie spółgłoski, np. pars, part-is, nox, noct-is
- Imiesłowy czynne czasu teraźniejszego zakończone na -ns, np. amans, amantis → kochający, i ole użyte są we właściwym znaczeniu. Jeśli są użyte w znaczeniu przymiotnikowym, odmieniają się według deklinacji samogłoskowej, np. a Graeco sapienti → przez mądrego Greka

Przykładowa odmiana wg deklinacji mieszanej:
| Casus | Singularis | Pluralis |
| N     | pars       | partēs   |
| G     | partĭs     | partĭum  |
| D     | partī      | partĭbŭs |
| Acc   | partěm     | partēs   |
| Abl   | partě      | partĭbŭs |
| V     | pars       | partēs   |

### Osobliwości i wyjątki deklinacji III

#### Wyrazy pochodzenia greckiego
- Greckie równozgłoskowe imiona własne zakończone na -es w dopełniaczu liczby pojedynczej przybierają końcówkę -is lub -i, np. Aristides → Aristidis lub Aristidi[28]
- Rzeczowniki rodzaju nijakiego pochodzące z języka greckiego w dativus i ablativus pluralis odmieniają się według deklinacji II, przyjmując końcówkę -ĭs, np. pŏěma, pŏěmatis w tych przypadkach mają formę pŏěmatĭs[28]
- Rzeczowniki aěr, aěrĭs, aethēr, aethěris w bierniku l. poj. zakończone są na -a wg deklinacji greckiej[28] aěra, aethěra, spotykana jest również końcówka -os w dopełniaczu liczby pojedynczej, np. aěrŏs obok aěris[28]

#### Rzeczowniki ułomne
Rzeczownikami ułomnymi (defectiva casibus) nazywa się rzeczowniki, które nie odmieniają się przez wszystkie przypadki, np. vis:
| Casus | Singularis | Pluralis |
| N     | vis        | vires    |
| G     | –          | virĭum   |
| D     | –          | virĭbŭs  |
| Acc   | vim        | vires    |
| Abl   | vi         | virĭbŭs  |
| V     | vis        | vires    |

- Wyraz fors → przypadek, los występuje w ablativus singularis: forte → przypadkiem, przez przypadek. Wyraz spons również występuje tylko w abl. sg.: mea sponte → z własnej woli[30]
- Wyrazy fās → godziwość i něfās → niegodziwość są nieodmienne[30].

#### Pluralia tantum
Niektóre rzeczowniki III deklinacji nie mają liczby pojedynczej: moenĭa, moenĭŭm → mury, fiděs, fidĭŭm → lutnia
Niektóre rzeczowniki zmieniają znaczenie w liczbie mnogiej: aedis, aedis → świątynia, aēdes, aēdium → dom; finis, finis → koniec, ale finēs, finĭŭm → obszar, kraj

#### Inne osobliwości
- Wyraz bōs, bŏvis → wół ma nieregularne formy dopełniacza l. mn.: bŏŭm i ablatiwu liczby mnogiej: bōbus lub būbus
- Wyraz Iupiter w formie poszerzonej występuje jedynie w mianowniku i wołaczu. W tym przypadku mianownik został przejęty od wołacza Iuppiter → ojcze Jowiszu. W pozostałych przypadkach używa się krótszej formy z tematem iŏv-: G: Iovĭs, D: Iŏvĭ, 'Acc: Iŏvěm, Abl: Iŏvě[28].

### Rodzaj rzeczowników w deklinacji III
Rzeczowniki III deklinacji mają wiele zakończeń w mianowniku (i wołaczu) liczby pojedynczej – z tego powodu w tabelach deklinacyjnych w miejscu mianownika pozostawiono puste pola. Co więcej, nominativus singularis podlegał rozmaitym zmianom fonetycznym i często wykazuje postać odmienną od tematycznej. Rzeczowniki III deklinacji mogą należeć do wszystkich trzech rodzajów: męskiego, żeńskiego i nijakiego.

#### Rodzaj męski
Rzeczowniki rodzaju męskiego mają następujące zakończenia:
- -or, np. color, colōris → barwa, kolor, labōr, laboris → praca. Wyjątki: arbor, arbŏris → drzewo (rodzaj żeński) cor, cordis → serce, marmor, marmōris → marmur (rodzaj nijaki)
- -os, np. mos, moris → obyczaj, flos, floris → kwiat. Wyjątki: dos, dotis → posag (rodzaj żeński), ōs, ōris → usta, ŏs, ossis → kość (rodzaj nijaki)
- -er, np. venter, ventris → brzuch. Wyjątki: itěr, itiněris → droga, podróż, vēr, vēris → wiosna (rodzaj nijaki)
- -es imparisyllaba, np. pēs, pědis → stopa. Wyjątki: merces, mercēdis → zapłata, quies, quietis → odpoczynek, requies, requietis → spoczynek (rodzaj żeński), aes, aeris → spiż

#### Rodzaj żeński
Rzeczownikami rodzaju żeńskiego są wyrazy zakończone na -as, -aus, -is, -es (równozgłoskowe), -s, jeśli poprzedza je spółgłoska, -do, -go, -io oraz zakończone na -us, jeśli dopełniacz tych rzeczowników kończy się na -utis lub -udis
- -as: np. civitas, civitatis → społeczeństwo. Wyjątki: ās, āsis → ās (rodzaj męski), vās, vāsis → naczynie
- -aus: np. laus, laudis → chwała
- -is: np. nāvis, nāvis → okręt, ovis, ovis → owca[31]. Od tej zasady istnieją liczne wyjątki.
- -es równozgłoskowe: nubes, nubis → chmura
- -s, jeśli poprzedza je spółgłoska: np. ars, artis → sztuka, pars, partis → część. Wyjątki: dens, dentis → ząb, fons, fontis → źródło, mons, montis → góra, pons, pontis → most (rodzaj męski)
- -do, -go, -io: np. oratio, orationis → mowa (oratio obliqua → mowa zależna), orīgo, orīginis → początek Wyjątki: ordo, ordonis → porządek, scipio, scipionis → laska
- -us, które zachowują -u- w odmianie: virtūs, virtūtis → cnota, męstwo[32]

#### Rodzaj nijaki
Rzeczowniki rodzaju nijakiego zakończone są na -e, -al, -ar, -men, -ma, -ur, -us, które przechodzi w -o- lub -e-
- -e: np. mare, maris → morze
- -l: np. anĭmal, anĭmalis → zwierzę. Wyjątki: sōl, sōlis → słońce, sāl, sālis → sól (rodzaj męski)
- -ar: np. exemplar, exemplaris → przykład
- -ur: np. fulgur, fulgŭris → błyskawica
- -us, jeśli w odmianie -u-m zmienia się w -o- lub -e-: np. corpus, corpŏris → ciało, tempus, tempŏris → czas
- -men: np. nomen, nomĭnis → imię
- -ma w wyrazach pochodzenia greckiego: drāma, dramātis → dramat

## Deklinacja IV o temacie na -u
Do deklinacji IV należą rzeczowniki rodzaju męskiego zakończone na -us z dopełniaczem -us, np. fructus, fructus → owoc oraz rzeczowniki rodzaju nijakiego zakończone na -u z dopełniaczem -us, np. cornu, cornus → róg, genu, genus → kolano.

### Rodzaj męski
Końcówki dla rzeczowników rodzaju męskiego zakończonych na -us z dopełniaczem liczby pojedynczej zakończonym na -us:
| Deklinacja IV – rodzaj męski, temat na -u | Deklinacja IV – rodzaj męski, temat na -u | Deklinacja IV – rodzaj męski, temat na -u |
| Przypadek                                 | Liczba pojedyncza                         | Liczba mnoga                              |
| ----------------------------------------- | ----------------------------------------- | ----------------------------------------- |
| Nominativus                               | -ŭs                                       | -ūs                                       |
| Genetivus                                 | -ūs                                       | -ŭŭm                                      |
| Dativus                                   | -ŭi (-ū)                                  | -ĭbŭs                                     |
| Accusativus                               | -ŭm                                       | -ūs                                       |
| Ablativus                                 | -ū                                        | -ĭbŭs                                     |
| Vocativus                                 | -ŭs                                       | -ūs                                       |

Przykładowa odmiana:
| Casus | Singularis | Pluralis  |
| N     | fructŭs    | fructūs   |
| G     | fructūs    | fructŭŭm  |
| D     | fructūi    | fructĭbŭs |
| Acc   | fructŭm    | fructūs   |
| Abl   | fructū     | fructĭbŭs |
| V     | fructŭs    | fructūs   |

### Rodzaj nijaki
Końcówki dla rzeczowników rodzaju nijakiego zakończonych na -us z dopełniaczem liczby pojedynczej zakończonym na -us:
| Deklinacja IV – rodzaj nijaki, temat na -u | Deklinacja IV – rodzaj nijaki, temat na -u | Deklinacja IV – rodzaj nijaki, temat na -u |
| Przypadek                                  | Liczba pojedyncza                          | Liczba mnoga                               |
| ------------------------------------------ | ------------------------------------------ | ------------------------------------------ |
| Nominativus                                | -ū                                         | -ŭă                                        |
| Genetivus                                  | -ūs                                        | -ŭŭm                                       |
| Dativus                                    | -ū                                         | -ĭbŭs                                      |
| Accusativus                                | -ū                                         | -ŭă                                        |
| Ablativus                                  | -ū                                         | -ĭbŭs                                      |
| Vocativus                                  | -ū                                         | -ŭă                                        |

| Casus | Singularis | Pluralis |
| N     | genū       | genŭă    |
| G     | genūs      | genŭŭm   |
| D     | genū       | genĭbŭs  |
| Acc   | genū       | genŭă    |
| Abl   | genū       | genĭbŭs  |
| V     | genū       | genŭă    |

### Osobliwości i wyjątki IV deklinacji
- Rzeczowniki IV deklinacji zakończone na -us często tworzą genetivus singularis przy pomocy końcówki -i na wzór deklinacji drugiej, zwłaszcza we wczesnej łacinie. Formy te spotyka się u Plauta i Terencjusza[34].
- Formą oboczną w dativus singularis rzeczowników zakończonych na -us jest -u zamiast -ui, np. fructu[34].
- Dativus i ablativus niektórych rzeczowników jest zakończony na -ŭbŭs: artus  → człon występuje w formie artubus. Inne wyrazy tego typu to arcus → łuk, quercus → dąb[33].

#### Wyjątki rodzajowe
- Rzeczowniki domus → dom, Idus, Iduum → Idy, manus → ręka, porticus → portyk, tribus → dzielnica są rodzaju żeńskiego[35], acus → igła występuje w obu rodzajach.
- Rzeczowniki oznaczające kobiety i drzewa są rodzaju żeńskiego[35]: nŭrŭs, nŭrŭs → synowa, anŭs, anŭs → baba.

#### Rzeczownikdomus
Rzeczownik domus jest rodzaju żeńskiego i ma odmianę nieregularną, częściowo według IV, a częściowo według II deklinacji. Słowo to ma w swojej fleksji zanikły w zasadzie gdzie indziej przypadek, locativus (miejscownik): domi → w domu.
| Casus | Singularis | Pluralis |
| N     | domus      | domus    |
| G     | domus      | domuum   |
| D     | domui      | domibus  |
| Acc   | domum      | domos    |
| Abl   | domo       | domibus  |
| V     | domus      | domus    |
| Loc   | domi       | –        |

## Deklinacja V o temacie na -e
Rzeczowniki V deklinacji są rodzaju żeńskiego. Oto końcówki odmiany:
| Deklinacja V – rodzaj żeński, temat na -e | Deklinacja V – rodzaj żeński, temat na -e | Deklinacja V – rodzaj żeński, temat na -e |
| Przypadek                                 | Liczba pojedyncza                         | Liczba mnoga                              |
| ----------------------------------------- | ----------------------------------------- | ----------------------------------------- |
| Nominativus                               | -ēs                                       | -ēs                                       |
| Genetivus                                 | -ēī, -ěī                                  | -ērŭm                                     |
| Dativus                                   | -ēī, -ěī                                  | -ēbŭs                                     |
| Accusativus                               | -ěm                                       | -ēs                                       |
| Ablativus                                 | -ē                                        | -ēbŭs                                     |
| Vocativus                                 | -ēs                                       | -ēs                                       |

W zakończeniu genetywu i datywu singularis e jest krótkie tylko wtedy, gdy występuje po spółgłosce, np. rěī, ale diēī. Należy też zwrócić uwagę, że (zgodnie z ogólnymi regułami fonetyki łacińskiej) w akuzatywie singularis samogłoska tematyczna skraca się (np. rěm).
Większość rzeczowników V deklinacji (poza res, rei; dies, diei) to singularia tantum, czyli rzeczowniki występujące tylko w liczbie pojedynczej: spēs, spěi → nadzieja, fidēs, fiděi → wierność.

### Rodzaj rzeczowników w V deklinacji
Rzeczowniki odmieniające się według V deklinacji są rodzaju żeńskiego. Wyjątkiem jest rzeczownik diēs, diēi → dzień, który może być zarówno rodzaju męskiego, jak i żeńskiego: dies certa → pewny dzień, dies festus → dzień świąteczny. Wyraz meridies, meridiēi → południe jest rodzaju męskiego.
Przykładowa odmiana w deklinacji V, res, rei→ rzecz:
| Casus | Singularis | Pluralis |
| N     | rēs        | rēs      |
| G     | rěi        | rērŭm    |
| D     | rěi        | rēbŭs    |
| Acc   | rěm        | rēs      |
| Abl   | rē         | rēbŭs    |
| V     | rēs        | rēs      |

## Odmiana przymiotników
Przymiotniki mogą odmieniać się według I, II lub III deklinacji.

### Przymiotniki odmieniające się według I i II deklinacji
Przymiotniki należące do I i II deklinacji mają następujące zakończenia: -us lub -er dla rodzaju męskiego, -a dla rodzaju żeńskiego i -um dla rodzaju nijakiego. Przymiotniki rodzaju żeńskiego odmieniają się według pierwszej deklinacji, pozostałe według deklinacji drugiej. Niektóre przymiotniki zakończone na -er tracą -e podczas odmiany, np. pulcher, pulchra, pulchrum. Wyraz dexter → prawy może zachować -e- lub je tracić: dexter, dextera, dexterum lub dexter, dextra, dextrum.
| Casus      | Masculinum | Femininum  | Neutrum    |
| Singularis | Singularis | Singularis | Singularis |
| ---------- | ---------- | ---------- | ---------- |
| N          | parvus     | parva      | parvum     |
| G          | parvī      | parvae     | parvī      |
| D          | parvō      | parvae     | parvō      |
| Acc        | parvum     | parvam     | parvum     |
| Abl        | parvō      | parvā      | parvō      |
| V          | parve      | parva      | parvum     |
| Pluralis   |            |            |            |
| N          | parvī      | parvae     | parva      |
| G          | parvōrum   | parvārum   | parvōrum   |
| D          | parvīs     | parvīs     | parvīs     |
| Acc        | parvōs     | parvās     | parva      |
| Abl        | parvīs     | parvīs     | parvīs     |
| V          | parvī      | parvae     | parva      |

Odmiana przymiotnika zakończonego na -er
| Casus      | Masculinum | Femininum  | Neutrum    |
| Singularis | Singularis | Singularis | Singularis |
| ---------- | ---------- | ---------- | ---------- |
| N          | misěr      | misěra     | misěrum    |
| G          | misěrī     | misěrae    | misěrī     |
| D          | misěrō     | misěrae    | misěrō     |
| Acc        | misěrum    | misěram    | misěrum    |
| Abl        | misěrō     | misěrā     | misěrō     |
| V          | misěr      | misěra     | misěrum    |
| Pluralis   |            |            |            |
| N          | misěrī     | misěrae    | misěra     |
| G          | misěrōrum  | misěrārum  | misěrōrum  |
| D          | misěrīs    | misěrīs    | misěrīs    |
| Acc        | misěrōs    | misěrās    | misěra     |
| Abl        | misěrīs    | misěrīs    | misěrīs    |
| V          | misěrī     | misěrae    | misěra     |

### Odmiana według trzeciej deklinacji
Przymiotniki należące do deklinacji trzeciej mogą mieć następujące zakończenia mianownika liczby pojedynczej:
- trzy zakończenia, różne dla każdego rodzaju, np. saluber, salubris, salubre → zdrowy
- dwa zakończenia: wspólne dla rodzaju męskiego i żeńskiego, oddzielne dla nijakiego, np. gravis, gravis, grave. Jest to najliczniejsza grupa.
- jedno zakończenie dla wszystkich trzech rodzajów, np. felix, felix, felix → szczęśliwy.

#### Odmiana z trzema zakończeniami
| Singularis | Singularis  | Singularis | Singularis | Pluralis    | Pluralis  | Pluralis |
| Casus      | Massculinum | Femininum  | Neutrum    | Massculinum | Femininum | Neutrum  |
| ---------- | ----------- | ---------- | ---------- | ----------- | --------- | -------- |
| N=V        | acer        | acris      | acre       | acres       | acres     | acria    |
| G          | acris       | acris      | acris      | acrium      | acrium    | acrium   |
| D          | acri        | acri       | acri       | acribus     | acribus   | acribus  |
| Acc        | acrem       | acrem      | acre       | acres       | acres     | acria    |
| Abl        | acri        | acri       | acri       | acribus     | acribus   | acribus  |

#### Odmiana z dwoma zakończeniami
| Singularis | Singularis  | Singularis | Singularis | Pluralis    | Pluralis  | Pluralis |
| Casus      | Massculinum | Femininum  | Neutrum    | Massculinum | Femininum | Neutrum  |
| ---------- | ----------- | ---------- | ---------- | ----------- | --------- | -------- |
| N=V        | gravis      | gravis     | grave      | graves      | graves    | gravia   |
| G          | gravis      | gravis     | gravis     | gravium     | gravium   | gravium  |
| D          | gravi       | gravi      | gravi      | gravibus    | gravibus  | gravibus |
| Acc        | gravem      | gravem     | grave      | graves      | graves    | gravia   |
| Abl        | gravi       | gravi      | gravi      | gravibus    | gravibus  | gravibus |

#### Odmiana z jednym zakończeniem
| Singularis | Singularis  | Singularis | Singularis | Pluralis    | Pluralis  | Pluralis  |
| Casus      | Massculinum | Femininum  | Neutrum    | Massculinum | Femininum | Neutrum   |
| ---------- | ----------- | ---------- | ---------- | ----------- | --------- | --------- |
| N=V        | felix       | felix      | felix      | felices     | felices   | felicia   |
| G          | felicis     | felicis    | felicis    | felicium    | felicium  | felicium  |
| D          | felici      | felici     | felici     | felicibus   | felicibus | felicibus |
| Acc        | felicem     | felicem    | felix      | felices     | felices   | felicia   |
| Abl        | felici      | felici     | felici     | felicibus   | felicibus | felicibus |

Przymiotniki trzeciej deklinacji odmieniają się według deklinacji samogłoskowej. Od tej zasady istnieją jednak wyjątki odmieniające się według odmiany spółgłoskowej:
- vetus → stary ma formy vetere, veterum, vetera
- pauper → ubogi ma formy: paupere, pauperum. W liczbie mnogiej nie odmienia się.
- dives → bogaty ma formy: divite, divitum. W liczbie mnogiej nie odmienia się.
- principes → pierwszy ma formy principe, principum. W liczbie mnogiej nie odmienia się.

Przymiotniki celer → szybki, memor → pomny, supplex → korny w ablativus singularis są zakończone na -i, a w dopełniaczu liczby mnogiej na -um.

### Odmiana przymiotnika w stopniu wyższym
Przymiotniki w stopniu wyższym (comparativus) odmieniają się według deklinacji trzeciej spółgłoskowej -e, -a, -um:
| Singularis | Singularis  | Singularis | Singularis | Pluralis    | Pluralis   | Pluralis   |
| Casus      | Massculinum | Femininum  | Neutrum    | Massculinum | Femininum  | Neutrum    |
| ---------- | ----------- | ---------- | ---------- | ----------- | ---------- | ---------- |
| N=V        | carior      | carior     | carius     | cariores    | cariores   | cariora    |
| G          | carioris    | carioris   | carioris   | cariorum    | cariorum   | cariorum   |
| D          | cariori     | cariori    | cariori    | carioribus  | carioribus | carioribus |
| Acc        | cariorem    | cariorem   | carius     | cariores    | cariores   | cariora    |
| Abl        | cariore     | cariore    | cariore    | carioribus  | carioribus | carioribus |

Przymiotniki w stopniu najwyższym odmieniają się tak jak przymiotniki w stopniu równym o zakończeniu -us, -a, -um według deklinacji I i II.